# Wannsee (Schiff, 2013)
Das Fahrgastschiff Wannsee der Stern- und Kreisschiffahrt wird im Fährbetrieb der Berliner Verkehrsbetriebe auf der Fährlinie F10 vom Bahnhof Berlin-Wannsee nach Berlin-Kladow eingesetzt.

## Vorgeschichte
In Berlin gab es früher bereits ein Schiff mit dem Namen Wannsee. Es wurde 1929 als Pionier gebaut, fuhr zunächst u. a. auf der Mosel und kam 1952 nach Berlin. Nach erfolgtem Umbau auf der Teltow-Werft ging es 1952 als Wannsee in Fahrt. 1981 erfolgte ein Weiterverkauf zurück in Richtung Mosel mit der Umbenennung in Stadt Limburg und 1987 in Marienburg. Im Jahr 1992 erhielt das Schiff den Namen Stadt Merzig. Es war bis 2007 auf der Saar im Einsatz. 2007 wurde das Schiff an die Reederei Croisiere in Frankreich verkauft und fuhr danach unter dem Namen Julie auf dem Canal du Rhône-au-Rhin zwischen den Schleusen Kembs / Niffer und dem Hafen Mulhouse.

## Geschichte
Seit dem 20. Januar 2014 wird ein neues 44,55 Meter langes und 8,03 Meter breites Fahrgastschiff mit dem Namen Wannsee mit Dieselmotor auf der Fährlinie F10 eingesetzt. Der mittlere Tiefgang beträgt 1,0 Meter. Zwei Motoren der Deutz AG mit je 240 kW treiben das Schiff an. Zur Stromversorgung an Bord wurde ein weiterer Deutz-Motor mit 70 kW eingebaut. Die Kiellegung auf der Werft der Deutsche Industrie-Werke GmbH erfolgte am 19. Juni 2013.
Zugelassen ist das Schiff für 300 Fahrgäste. Für 152 Fahrgäste sind Sitzplätze vorgesehen, davon 116 feste Plätze im vorderen Teil des Schiffes. Der hintere Teil ist nur an den Seiten mit Klappsitzen bestuhlt, für Fahrräder gibt es hier 60 Stellplätze. Ein Teil des Schiffsinnenraumes ist für Gäste mit eingeschränkter Mobilität wie Rollstuhlfahrer vorgesehen. Durch seine hydraulisch ausfahrbaren Rampen ist das Schiff barrierefrei.